# Ruth Venceremos
Erivan Hilário dos Santos (Belém do São Francisco, 19 de agosto de 1984), mais conhecida como a drag queen Ruth Venceremos, é uma produtora cultural, educadora, ativista e política brasileira filiada ao Partido dos Trabalhadores (PT), formada em pedagogia pela Universidade Federal do Rio Grande do Norte (UFRN) e mestre em Educação pela Universidade Estadual de Campinas (Unicamp). De janeiro a março de 2023, ela foi Assessora da Diversidade da Secretaria de Comunicação Social (SECOM).
É conhecida no Brasil pela sua militância tanto no Movimento dos Trabalhadores Rurais Sem Terra (MST) quanto no coletivo LGBT Distrito Drag, do qual é uma das fundadoras e diretora, e também na luta antirracista. Pelo seu ativismo político a favor das minorias, Ruth foi condecorada com o Prêmio de Direitos Humanos do Governo do Distrito Federal, em 2019.

## Biografia
Erivan Hilário nasceu no sertão pernambucano numa família de 14 irmãos. Aos 10 anos, precisou trabalhar para que a ajudar a família a lutar contra fome. Aos 13 anos, ingressou no Movimento dos Trabalhadores Rurais Sem Terra (MST), quando sua família se mudou para um assentamento em Santa Maria da Boa Vista, Pernambuco.
Aos 14 anos, vestiu-se com roupas femininas pela primeira vez, durante trabalho escolar, uma apresentação teatral para falar sobre o HIV. Como LGBT dentro do Movimento Sem Terra, Erivan vivenciou preconceitos e deu início à militância contra a LGBTfobia por meio de intervenções artísticas e educacionais para professores, estudantes e trabalhadores rurais.
Em 2018, lutou ao lado de outros companheiros para a formação do coletivo LGBT Sem Terra, agrupamento que realiza intervenções e campanhas de conscientização contra o preconceito. Possui licenciatura em Pedagogia pela Universidade Federal do Rio Grande do Norte – UFRN e é mestre em Educação pela Universidade Estadual de Campinas – Unicamp. Dirigiu a Escola Nacional Florestan Fernandes, referência em formação pedagógica e política, fundada e mantida pelo MST.

### Drag queen e ativista
A personagem drag Ruth Venceremos nasceu quase por acaso, em 2015, durante o 1º Seminário O MST e a Diversidade Sexual, realizado na Escola Nacional Florestan Fernandes, em Guararema, São Paulo, como sugestão de uma amiga. Ruth estreou em Brasília no concurso “Rainha das Virgens” no bloco Virgens da Asa Norte, em 2016, ficando em terceiro lugar e ganhando forte notoriedade do público, que a elegeu no ano seguinte a rainha do bloco. Em seguida, participou da oficina promovida por duas artistas drag do DF: Dita Maldita e Mary Gambiarra. Como Ruth, Erivan entrevistou diversas personalidades LGBTs brasileiras, como João W. Nery, Jup do Bairro, Jean Wyllys, Mateus Carrilho e David Miranda.
Em 2017, participou do concurso La Rubia Drag Race, importante evento da cena brasiliense, no qual sagrou-se vencedora com a dublagem da canção "Que País É Este", do grupo Legião Urbana. Em 2018, ficou nacionalmente conhecida depois de ir votar vestido de drag queen no primeiro e no segundo turno das Eleições Gerais. Em 2019, a Câmara Legislativa do Distrito Federal - CLDF homenageou Ruth Venceremos e outros ativistas negros, no dia 20 de novembro, Dia Nacional de Zumbi dos Palmares e da Consciência Negra, uma homenagem histórica à luta de negros e negras contra o racismo.
Ruth integra o Coletivo LGBT do MST e é cofundadora e diretora do Distrito Drag, coletivo de artistas transformistas de Brasília, Produtora do Bloco das Montadas, maior bloco LGBT do Carnaval de Brasília, duas vezes eleito melhor bloco de carnaval de Brasília pelos eleitores do Correio Braziliense. Filiada ao Partido dos Trabalhadores, em 2021, Ruth foi candidata à Deputada Federal pelo Distrito Federal nas Eleições Gerais de 2022, recebeu 31.538 mil votos e tornou-se primeira suplente. Ela torna-se a primeira drag queen suplente de uma cadeira no Congresso Nacional brasileiro.

## Desempenho eleitoral
| Ano  | Eleição                        | Partido | Candidato a      | Votos  | %     | Resultado | Ref    |
| ---- | ------------------------------ | ------- | ---------------- | ------ | ----- | --------- | ------ |
| 2022 | Distritais no Distrito Federal | PT      | Deputado federal | 31.538 | 1,96% | Suplente  | [ 16 ] |